# Ronsdorfer Anlagen
Die Ronsdorfer Anlagen sind ein privates Waldgelände im  Wuppertaler Stadtteil  Ronsdorf, das sich im Besitz des gemeinnützigen Ronsdorfer Verschönerungsvereins befindet und von diesem unterhalten wird. Die Anlagen sind jederzeit und kostenfrei zugänglich.

## Lage

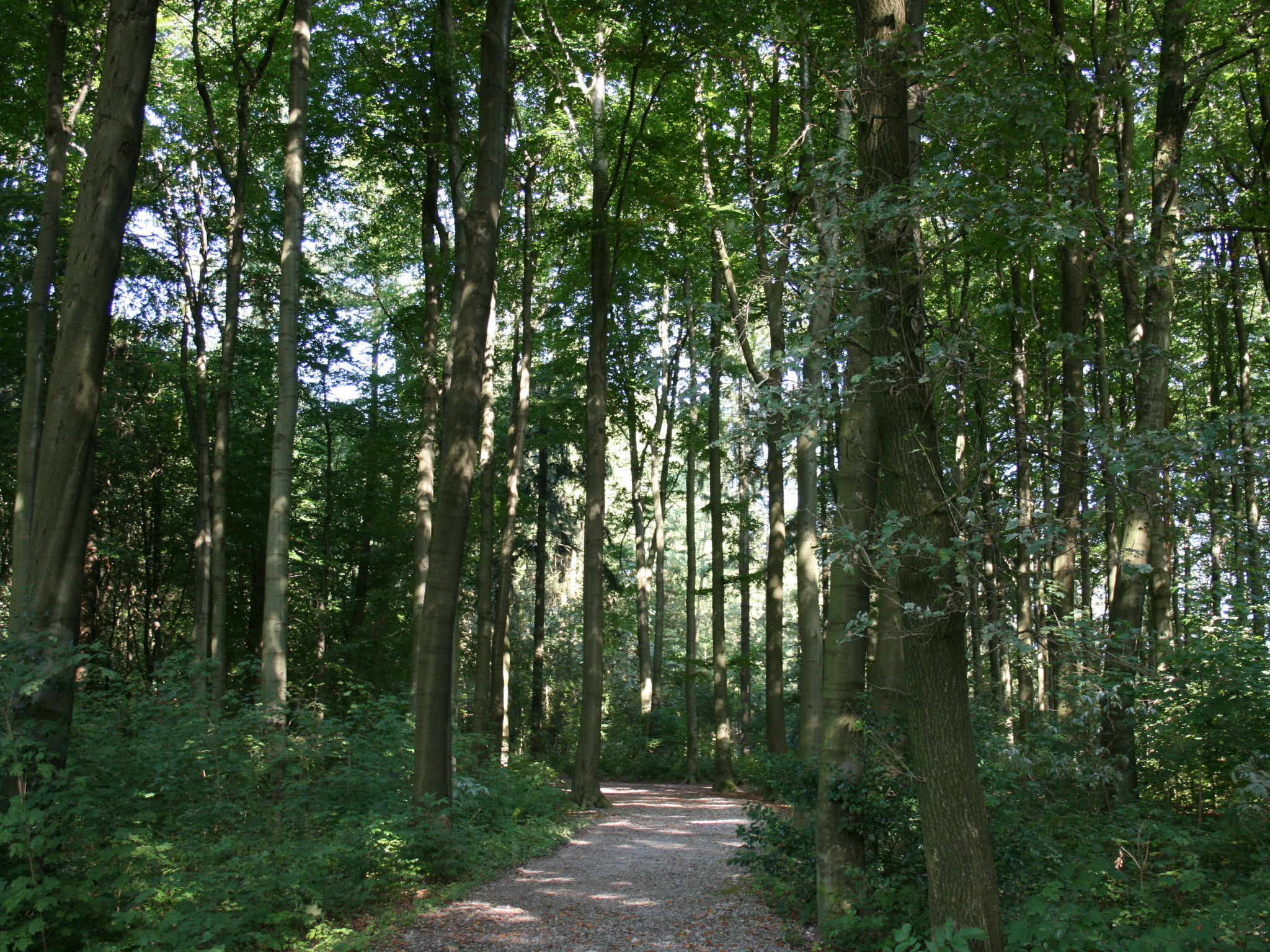
Waldweg in den Ronsdorfer Anlagen

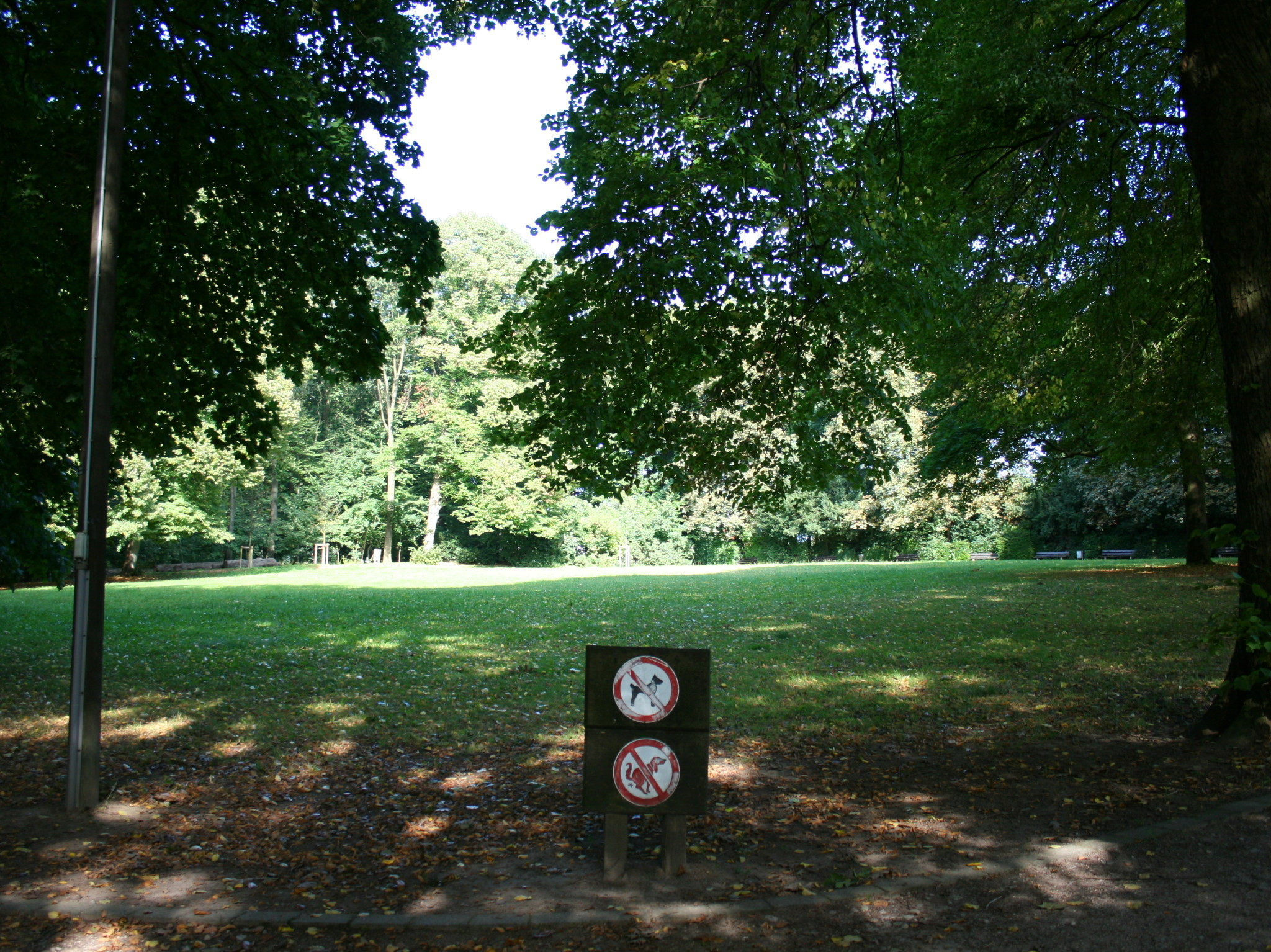
Auf den Rasenflächen sind Hunde nicht erlaubt.

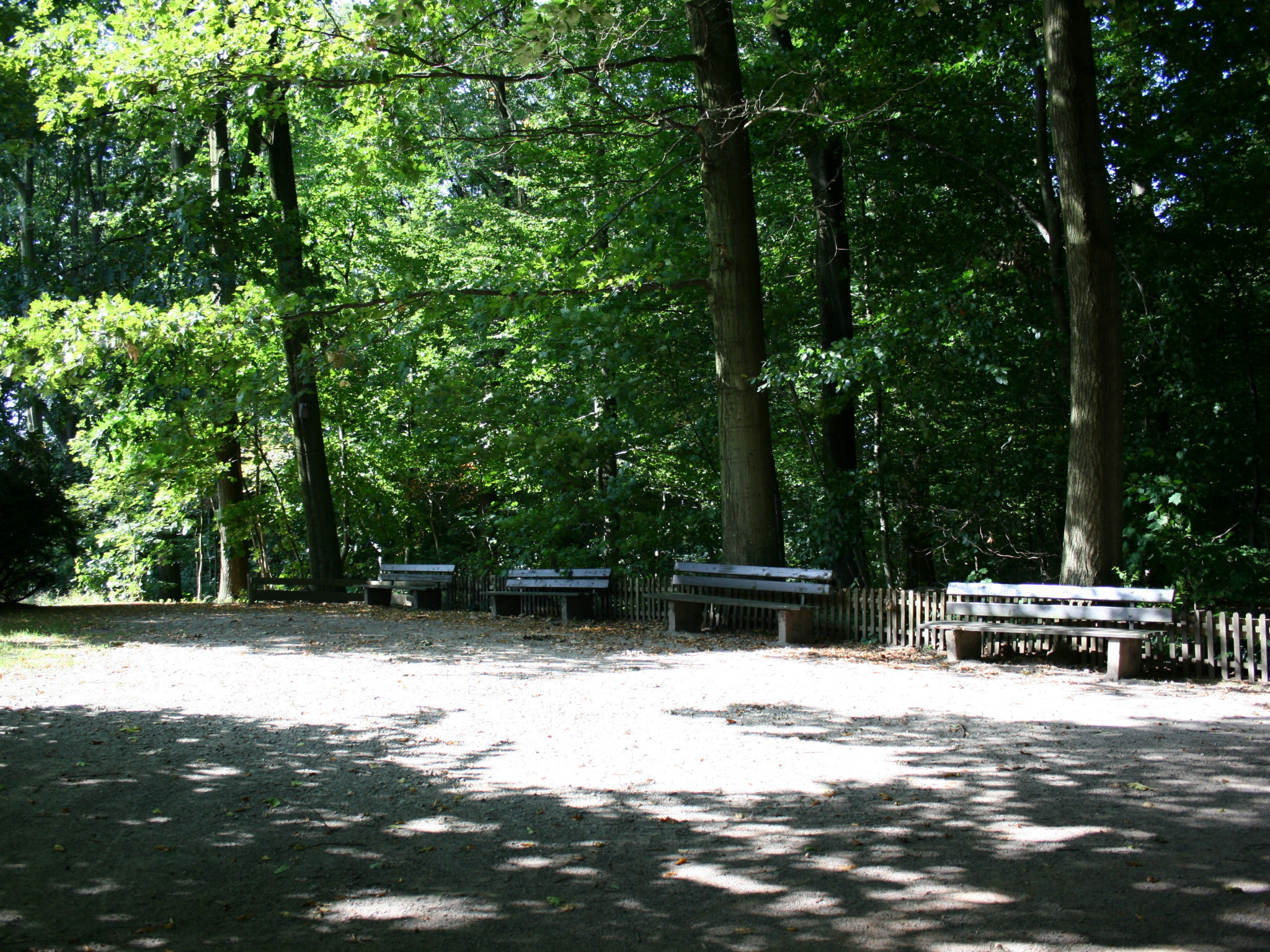
Parkbänke laden zur Rast im Schatten der Bäume ein.

Die parkähnlichen Anlagen liegen im Norden von Ronsdorf mittlerweile wieder beiderseits (südlich und nördlich) der Parkstraße (Landesstraße 419). Sie sind mit öffentlichen Verkehrsmitteln unter anderem über die Bushaltestellen Ronsdorfer Anlagen, Erbschlö und Parkstraße zu erreichen, die von der innerstädtischen Wuppertaler Buslinie 640 sowie (die zuletztgenannte) von den Schnellbuslinien CE 61, CE 62 und den Stadtbuslinien 620 und 630 angefahren werden. Parkplätze sind in der Nähe ausreichend vorhanden.

## Geschichte
Am 6. September 1869 gründeten Bürger der damals selbständigen Stadt Ronsdorf einen Verschönerungsverein, der es sich zum Ziel gemacht hatte, Waldgebiete im Norden von Ronsdorf für die Bevölkerung zum Zwecke der Erholung zu erhalten, durch die Anlage neuer Wege besser für Spaziergänger zu erschließen und zu pflegen. Es wurden im Laufe der Jahre einzelne Waldgebiete von den Mitgliedern angekauft, bis im Jahr 1892 der Verein als eigenständige Körperschaft anerkannt wurde und die einzelnen Parzellen auf ihn übertragen werden konnten.
Im gleichen Jahr begannen auch die Arbeiten zur Errichtung des Abschnitts Toelleturm-Ronsdorf der Ronsdorf-Müngstener Eisenbahn, die durch die Anlagen führte. Die eingleisig ausgeführte sogenannte Waldstrecke verlief über knapp einen Kilometer durch die Anlagen; auf der heutigen Langen Wiese befand sich als Begegnungsabschnitt die Waldweiche mit der Haltestelle Kaiserplatz/Waldweiche. Auch wenn inzwischen alle Anlagen der meterspurigen Kleinbahn bzw. der späteren Straßenbahn abgebaut wurden, lässt sich die Trasse der Bahn noch bis heute erkennen.
Durch das Gelände der Anlagen verläuft die Elberfelder Linie der Bergischen Landwehr, die heute noch ansatzweise zu erkennen ist.
In den Jahren 1936/1937 wurde der nördliche Teil der Anlagen von den Nationalsozialisten praktisch enteignet (es gab als Entschädigung nur später wertlose Staatsanleihen), um hier einen Autobahnzubringer (die Parkstraße) zur heutigen A 1 zu errichten und das weiter nördlich gelegene Gebiet einem neuen Standortübungsplatz zuzuschlagen. Nach Aufgabe des Standortes der Bundeswehr in Wuppertal bemühte sich der Verein dieses nördliche Gebiet wieder zurückzuerwerben. Diese Anstrengungen waren erfolgreich, so dass im Herbst 2011 ein Vertrag zur Rückübertragung des beanspruchten Gebietes gegen eine vergleichsweise geringe Geldzahlung zwischen dem Verein und dem Bau- und Liegenschaftsbetrieb NRW zum Abschluss kam. Seit 2012 befinden sich die seinerzeit abgetrennten Flächen zum überwiegenden Teil wieder im Vereinsbesitz und sind heute Bestandteil der Anlagen.

## Die heutigen Anlagen
Die Anlagen besitzen in ihrer heutigen Ausdehnung seit 2012 wieder eine Fläche von gut 31 Hektar (ha), von denen ca. 20 ha auf den bisherigen, südlichen Teil entfallen. Dieser erstreckt sich von der Straße In der Krim in unmittelbarer Nähe der Villa Carnap im Süden bis zur Wasserscheide auf Höhe der L 419 und weist ein mehrere Kilometer langes und engmaschiges Wegenetz mit zahlreichen Ruhebänken auf. Der Waldbestand besteht hauptsächlich aus Laubwald mit einem Biotop mit Eichen- und Buchenbestand. Auf dem Gelände befinden sich unter anderem ein Spielplatz, ein Bolzplatz, zwei Schutzhütten und zwei größere offene Flächen, die Lange Wiese und der Kaiserplatz.
Das nördliche und erst 2012 wieder angegliederte Areal ist 12–13 ha groß, mit Mischwald bestanden und gehört zumindest teilweise zum Scharpenacken. Es ist ehemaliger Bestandteil des aufgelassenen Standortübungsplatzes der heute nicht mehr bestehenden Wuppertaler Kasernen und reicht von der Parkstraße bis zum Plattenteich (Bergische Dialekte: Plattendiek), einem bereits von der Wehrmacht künstlich angelegten kleineren Teich für Panzerübungen in Gewässern. Westlich wird dieses neue Gelände von der Waldkampfbahn, der Sportstätte des TSV 05 Ronsdorf e. V., und dem neuen Gewerbegebiet Engineering Park auf dem Gelände der Generaloberst-Hoepner-Kaserne eingegrenzt. Im Osten Richtung Erbschlö/Blombach befindet sich die Justizvollzugsanstalt Wuppertal-Ronsdorf, die heute nicht mehr genutzten Anwesen der vormaligen Standortverwaltung, die in einen geplanten Neubau der Bereitschaftspolizei integriert werden sollen sowie weitere, für Neubaumaßnahmen des Landes Nordrhein-Westfalen vorgesehene Flächen.
Das Waldgelände ist heute ein beliebtes Naherholungsgebiet insbesondere für Spaziergänger und Jogger.